# ويليام جارفيس (سياسي)
ويليام جارفيس (بالإنجليزية: William Jarvis)‏ هو سياسي كندي، ولد في 11 سبتمبر 1756 في ستامفورد في الولايات المتحدة، وتوفي في 13 أغسطس 1817 في York, Upper Canada ‏ في كندا.